# Els Tres Estanys
Els Tres Estanys és un conjunt lacustre format per tres estanys i dues basses estacionals, situat a una altitud de 2.415 metres, dins del Parc Natural de l'Alt Pirineu.
Els Tres Estanys pròpiament dits són l'Estany Sord que és el que està situat més al Nord, l'Estany del Mig i un altre més al sud. Estan envoltats pel Pic de Ventolau, pel Pic de la Coma del Forn, pel Pic dels Tres Estanys i pel Pic de la Gola, i pel coll de Calberante, el coll de Ventolau i la collada de Tres Estanys. L'Estany Sord aboca les aigües a l'Estany de la Gola, pel coll de Calberante, mentre que la resta ho fa a l'estany de Ventolau. Tots dos camins conflueixen al Planell de Sartari, després que un salti per la Cascada de Sartari i l'altre per la Cascada de la Gola.
Des de fa uns anys, a l'Estany del Mig s'hi està duent a terme una prova pilot en el marc del projecte "Life Limnopirineus" per a reduir la població de barb roig, ja que aquest estany està afectat per la presència de barb roig (Phoxinus sp.). Aquesta espècie invasora de peix prolifera formant denses poblacions i fa desaparèixer espècies autòctones d'amfibis, invertebrats i flora aquàtica. També provoca altres impactes ecològics com l'eutrofització de l'estany, que provoca que l'aigua prengui un color verd. S'estan duent a terme campanyes de control d'aquest peix, mitjançant trampes, xarxes i pesca elèctrica per retornar l'estany al seu estat natural.
L'any 2018, durant els treballs de prospecció que es fan en el marc del Programa de Seguiment de la Biodiversitat al parc es va confirmar la presència de la sargantana pallaresa a la zona.